# Fuckin' Perfect
"Fuckin' Perfect" (versão limpa: "Perfect") é uma canção da cantora e compositora norte-americana Pink, tirado de seu primeiro álbum de maiores sucessos, Greatest Hits ... So Far!. A canção foi escrita por Pink, Max Martin e Shellback, e produzido por estes dois últimos. Foi lançado em 14 de dezembro de 2010 como segundo single do álbum.
A música segue os passos de "Raise Your Glass", em termos de conteúdo lírico e temas, incentivando as pessoas a aceitar uns aos outros para suas verdadeiras identidades. Pink afirmou que a principal inspiração por trás da faixa é o marido, Carey Hart. O videoclipe, dirigido pelo colaborador de longa data Dave Meyers, envia uma mensagem controversa contra o corte e suicídio.
A canção alcançou em várias regiões, antes de seu lançamento oficial, e até agora chegou ao Top 10 na Austrália e no Top 40 nos Estados Unidos. Ela também entrou na parada de singles no Reino Unido, onde ele irá ser lançado em fevereiro de 2011.

## Videoclipe

### Background
As filmagens do vídeo da música começou em 5 de dezembro de 2010, durante os primeiras semanas de gravidez de Pink. O vídeo da música centra-se principalmente sobre a vida de uma mulher que superou várias lutas para se tornar uma artista de sucesso. O papel principal foi interpretado por Tina Majorino, confirmado por Pink via Twitter e Facebook, descrevendo-a como "incrivelmente talentosa". "Fuckin 'Perfect" foi dirigido por Dave Meyers, que trabalhou com Pink em doze vídeos antes, incluindo o seu vencedor do VMA "Stupid Girls". Ele estreou em 19 de janeiro de 2011 na MTV e no canal oficial P!nk Vevo . Foi acompanhado por uma mensagem pessoal de Pink, postou em seu site oficial.
| “ | Corte, e suicídio, são dois sintomas muito diferentes do mesmo problema, estão se aproximando de nós. (sendo o problema, alienação e depressão. os sintomas são, corte e suicídio). Eu pessoalmente não conheço uma única pessoa que não conhece pelo menos duas dessas vítimas pessoalmente. | ” |

Ela explica que, enquanto o vídeo pode ser considerado chocante, pretende-se abrir os olhos para esses problemas. Além disso, Pink acredita que o vídeo é uma mensagem para todos que precisam de ajuda. Pink descreveu o processo de fazer o vídeo como uma "experiência muito emocional" e relacionou o tema central de "Fuckin' Perfect" para seu bebê ainda-a-ser-nascido, dizendo: "Tenho uma vida dentro de mim, e eu quero que ela ou ele saiba que eu vou aceitá-la aberta e com amor e entusiasmo. E embora eu vou preparar este bebê para um mundo às vezes cruel, eu também equiparei o bebê para ver toda a beleza que a nele também." Ela também observou que ela esperaria que o vídeo fosse "chocar algumas pessoas", o que significa que poderia causar polêmica.

### Sinopse

Captura do clipe

O vídeo começa com um homem e uma mulher, deitados na cama, fazendo sexo; a mulher olha para seu ursinho de pelúcia, a música começa e o espectador é transportado de volta no tempo para quando ela era uma menina no jardim de infância e um menino pegou o ursinho dela. A menina é mostrada batendo no menino no recreio, então ela recebe bronca de sua professora. Diferentes fases de sua vida são mostradas como uma jovem, sendo excluída de uma festa, entrando em uma briga com sua mãe, na falta de seu teste, vandalizando cubículos, recebendo alta, sendo fofoca por um grupo de meninas, e furtos. Ela é mostrada então pisando na balança, e seu peso demonstra que ela é anoréxica. A próxima cena mostra ela deitada em uma banheira furando o seu próprio braço com uma navalha e nele escreve 'Perfect' (Perfeita). Enquanto estava deitada na banheira , os olhos estão sobre o mesmo urso de pelúcia de sua infância. Ela se levanta e corta seu cabelo. Perto do final do vídeo, ela é mostrada a pintura ao olhar positivo e entusiasmado com seu trabalho. Finalmente, ela se torna uma artista de sucesso com suas pinturas exibidas em uma exposição de arte. Pink é mostrada levantando seu copo para ela, e a menina sorri e levanta seu copo de volta. No final do vídeo, ela conhece um homem que é o mesmo homem estava na cama com ela no começo. De volta ao presente, este homem abraça ela e sorriem. Ela sai da cama, pega seu urso de pelúcia de infância e entra no quarto da filha. A cena final mostra ela dublando as palavras: "You are perfect to me" a sua filha.

### Recepção
Billboard falou sobre o vídeo em duas opiniões diferentes, e globalmente positivas, e descreveu-o como "controverso", dizendo: "Optar pelo título o seu novo single" Fuckin 'Perfect ' e então abrir o seu vídeo com representações gráficas de sexo e cenários de sangue corte e suicídio, Pink conheceu seus mais recentes projectos incendiassem controvérsia. E isso é só o jeito que ela quer, porque neste caso em particular, a abordagem na-sua-cara da cantora de 31 anos de idade, é garantir que a mensagem da música não é perdida ou ignorada."
Na segunda, Monica Herrera começa dizendo:"Se o novo clipe da Pink 'Fucin' Perfect' não te fizer chorar ou adular em algum ponto, você tem a pele mais grossa do que nós." Ela também comentou sobre uma determinada cena no vídeo, acrescentando: "A história de Pink vídeo diretamente apenas uma vez, quando ela brinda a felicidade recente da menina de toda uma sala lotada ... e é suficiente para fazer você querer aumentar o seu direito de vidro ao longo com eles."
MTV elogiou o vídeo, dando um "tiro o chapéu" para Pink, ao dizer que o vídeo foi uma chamada de "mover-se para a conscientização sobre um problema crescente em torno entorpecimento, depressão e impotência que leva ao corte e ao suicídio. Sua intenção, como sempre, é para irritar algumas penas e agitar um pouco dorminhocos como ela aponta 'Você não pode mover montanhas sussurrando-las."
No VMA de 2011, o Vídeo foi indicado na categoría, "Melhor Video com Uma Mensagem", perdendo para Born This Way da cantora Lady Gaga.

## Desempenho nas paradas musicais
| Parada musical (2010)                    | Melhor posição |
| ---------------------------------------- | -------------- |
| Estados Unidos - Billboard Hot 100       | 2              |
| Estados Unidos - Billboard Pop Songs     | 1              |
| Estados Unidos - Billboard Radio Songs   | 5              |
| Estados Unidos - Billboard Digital Songs | 1              |
| Estados Unidos - Billboard Ringtones     | 10             |
| Canadá - Canadian Hot 100                | 2              |
| Austrália - ARIA                         | 10             |
| Inglaterra - Top 75                      | 10             |
| Mundo - Top 40                           | 4              |